# Tommy Clufetos
Tommy Clufetos (Detroit, 30 dicembre 1979) è un batterista statunitense.
È noto per aver suonato con artisti come Alice Cooper, Ted Nugent e Rob Zombie. Dal 2010 è divenuto il batterista di Ozzy Osbourne sostituendo Mike Bordin. È stato turnista dei Black Sabbath per il The End Tour.

## Discografia
- 2002 – Ted Nugent – Craveman (batteria, percussioni e cori)
- 2005 – Alice Cooper – Dirty Diamonds
- 2005 – Artisti Vari – Ozzfest 10th Anniversary (album dal vivo; batteria nei brani More Human Than Human e Dragula di Rob Zombie)
- 2006 – Rob Zombie – Educated Horses (batteria e cori)
- 2007 – Rob Zombie – Zombie Live
- 2007 – John 5 – The Devil Knows My Name
- 2005 – Artisti Vari – Repo! The Genetic Opera Original Motion Picture Soundtrack (colonna sonora dell'omonimo film)
- 2008 – John 5 – Requiem
- 2008 – Ted Nugent – Love Grenade
- 2008 – Lesley Roy – Unbeautiful
- 2009 – John 5 – Remixploitation
- 2010 – Rob Zombie – Hellbilly Deluxe 2
- 2010 – John 5 – The Art of Malice
- 2010 – Ozzy Osbourne – Scream
- 2013 – Black Sabbath – Live... Gathered in Their Masses (album dal vivo)
- 2016 – Black Sabbath – The End (EP)
- 2017 – B'z – 声明/Still Alive
- 2017 – B'z – Dinosaur
- 2017 – Black Sabbath – The End: Live in Birmingham (album dal vivo)

## Equipaggiamento
Clufetos è endorser di :
Batterie DW
- Rullante 14″
- Cassa 24″
- Cassa 24″
- Tom 13″
- Timpano 16″
- Timpano 18″

Piatti Meinl
- 20″ Mb20 Rock China
- 19″ Mb20 Heavy Crash
- 15″ Mb20 Heavy Soundwave Hi-hat
- 19″ Mb20 Heavy Crash
- 19″ Mb20 Heavy Crash
- 22″ Mb20 Heavy Bell Ride
- 19″ Mb20 Heavy Crash
- 20″ Mb20 Rock China

Bacchette Regal Tip
Tommy Clufetos Model TC-313
- Lunghezza : 16 1/4"
- Diametro : 0.630"

Pelli Aquarian